# Frontón Jai Alai (calle de Alfonso XII)
El Jai Alai («fiesta alegre» en euskera) fue un frontón de pelota vasca de la ciudad española de Madrid, inaugurado en 1891 y desaparecido a lo largo del siglo XX.

## Descripción

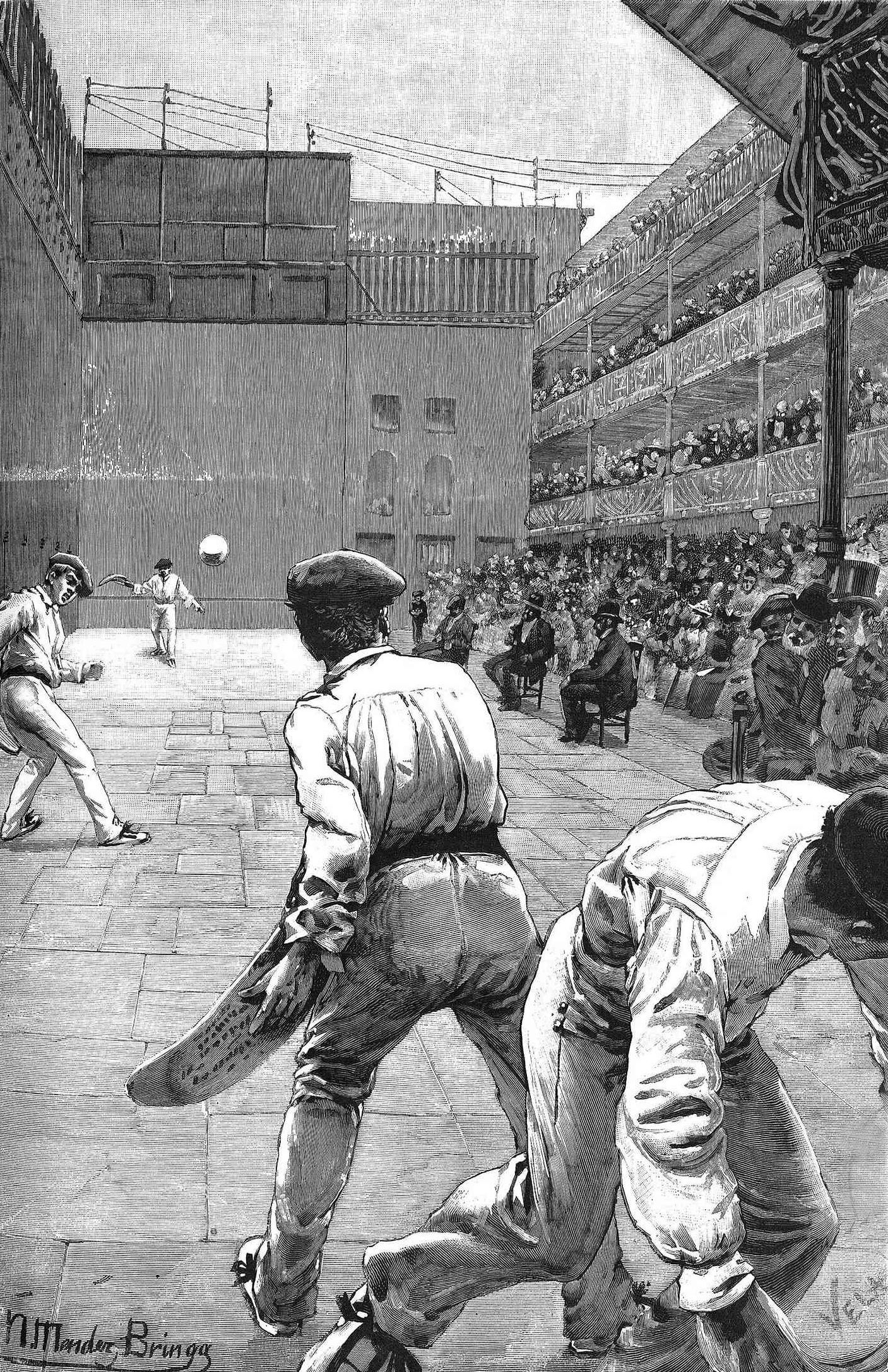
El Jai Alai en 1891 (dibujo de Narciso Méndez Bringa y grabado de Eugenio Vela)

Ubicado en la calle de Alfonso XII, se construyó en una época en la que la pelota vasca generaba gran interés en la ciudad de Madrid, desplazando a las peleas de gallos.
El frontón tenía una longitud de 64 metros, una altura de 11,5 metros en la pared del juego y otros 11,50 metros de ancho hasta la raya de falta, teniendo, tanto el suelo como la pared, de piedra. Estaba pintado al óleo de color ocre.
Tenía una capacidad de 2000 localidades fijas, distribuidas de la siguiente forma: dos filas de sillas, plaza delantera y tres filas de sillas, delantera de tendido, dos filas, 33 palcos, paseo de palco, delantera de grada, cinco filas de ídem y delantera y paseo de entrada general. Daban acceso a estas localidades tres puertas. El edificio contaba con restaurante, café, puestos de agua y otras dependencias.
Fue proyectado por Miguel Mathet y Coloma y su construcción se llevó a cabo bajo la dirección del maestro de obras Fausto García. Se inauguraría el 16 de junio de 1891. Hacia 1895 se instaló una cubierta metálica de geometría semicilíndrica, pues inicialmente había sido diseñado como una instalación al aire libre. Arquitectónicamente su fachada era, en contraste con el interior, bastante mediocre. Tras una etapa durante la que sirvió para albergar mítines de carácter político, en mayo de 1912 fue vendido para ser transformado en un taller de automóviles.

## Véase también

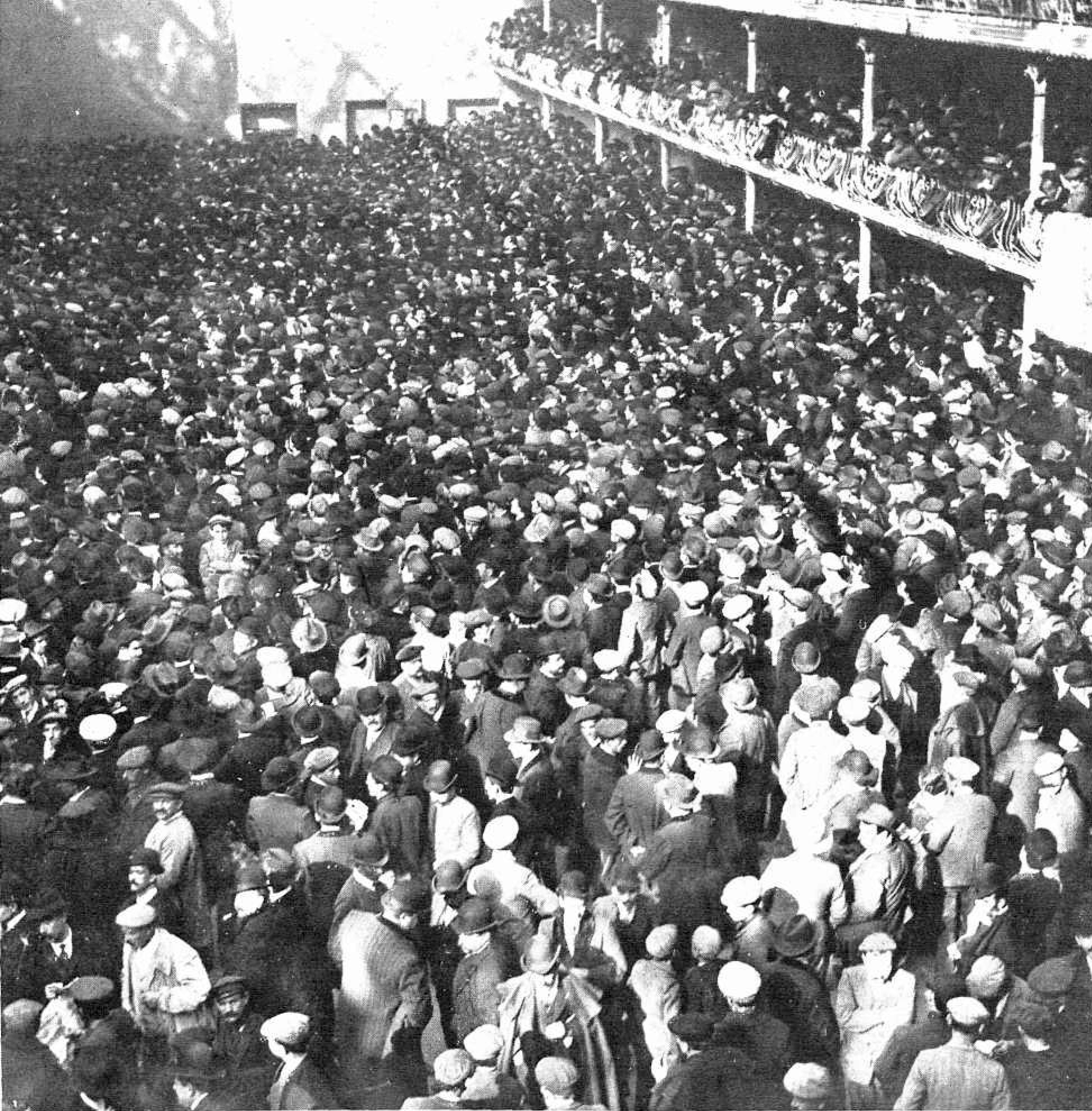
El Jai Alai en 1909 durante un mitin organizado por republicanos y socialistas